# Parc naturel régional du Marais poitevin
 (avril 2013).
Si vous disposez d'ouvrages ou d'articles de référence ou si vous connaissez des sites web de qualité traitant du thème abordé ici, merci de compléter l'article en donnant les références utiles à sa vérifiabilité et en les liant à la section « Notes et références ».
Le parc naturel régional du Marais poitevin est un parc naturel régional français situé dans la région naturelle du Marais poitevin, créé le 3 janvier 1979 et classé par décret du 20 mai 2014.

## Géographie

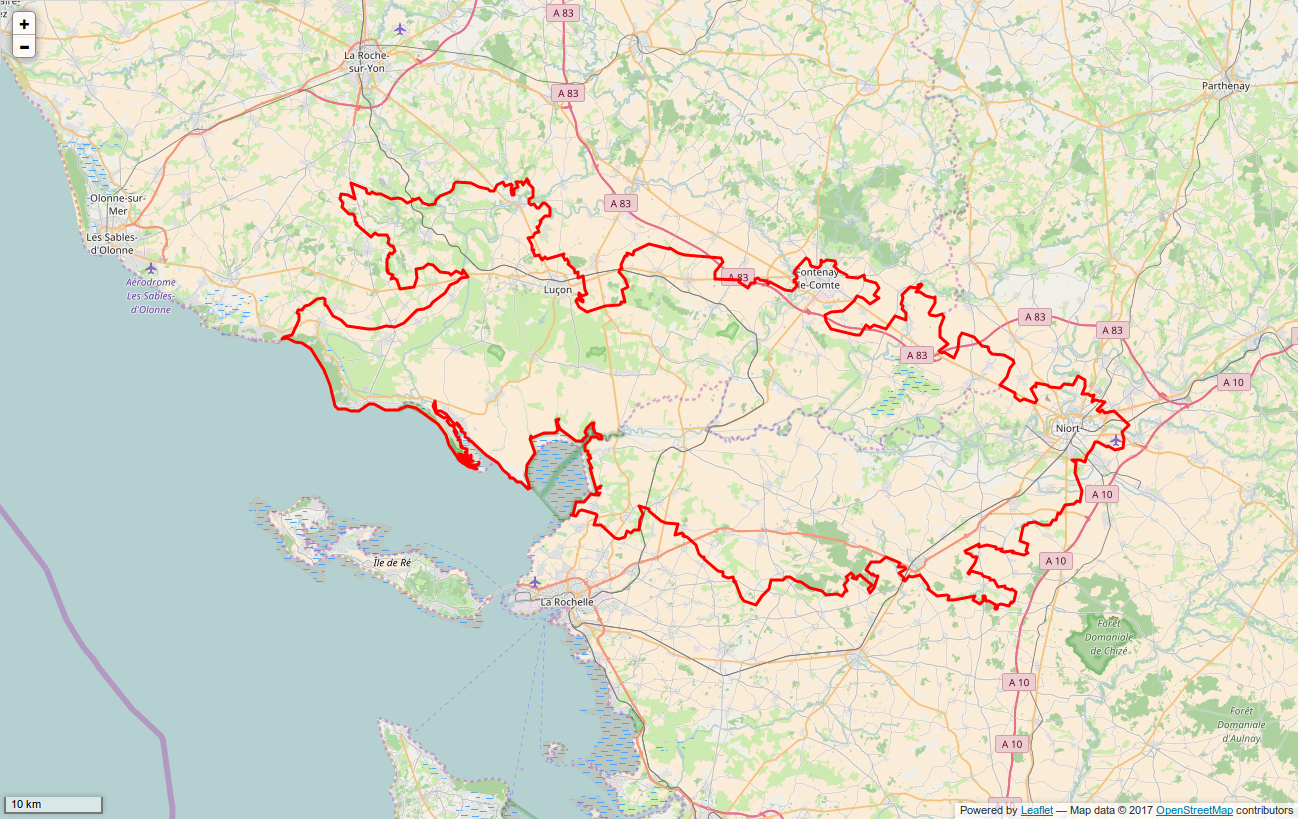
Périmètre du parc naturel régional du Marais poitevin.

### Ligne de côte atlantique
Le parc inclut environ 65 km de côte maritime, allant de Saint-Vincent-sur-Jard au nord (Vendée) à Marsilly au sud (Charente-Maritime). Son périmètre total correspond plus au moins à l'ancien golfe des Pictons. 

### Cours d'eau

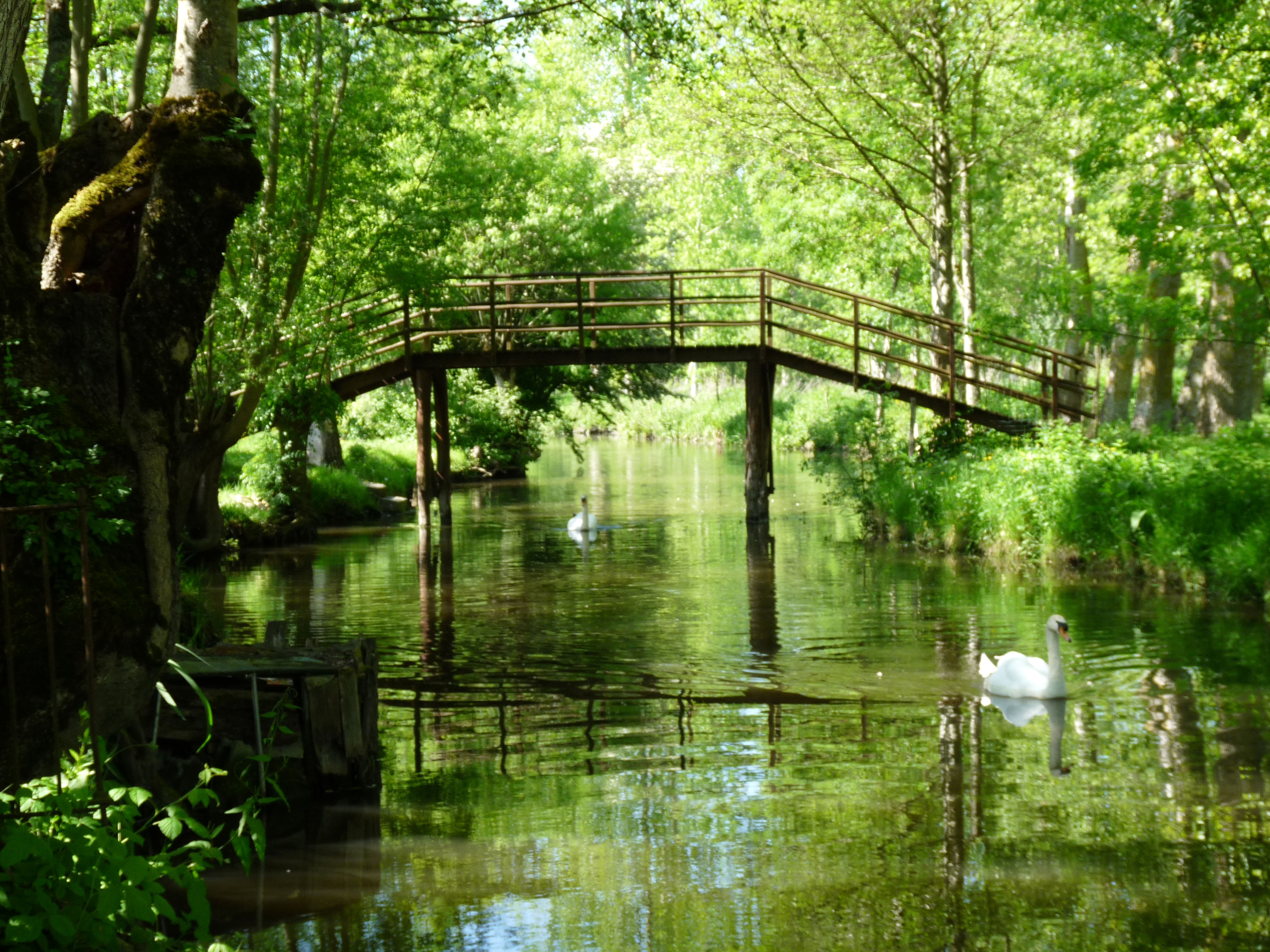
Passerelle au-dessus d'un canal dans le « marais mouillé » au Vanneau.

#### Cours d'eau naturels
Le plus gros des cours d'eau naturels du parc est le fleuve côtier la Sèvre Niortaise qui y entre à Niort et y irrigue successivement Magné, Coulon, Sansais, Le Vanneau, Benet, Le Mazeau, Arçais, Damvix, La Ronde, Maillé, Taugon, Vix, Saint-Jean-de-Liversay, L'Île-d'Elle, Marans et Charron ; la Sèvre Niortaise se jette dans la baie de l'Aiguillon alors qu'elle marque la limite de commune entre Sainte-Radégonde-des-Noyers et Puyravault. Son cours suit une orientation générale Est-Ouest.
Sur la commune de Marans la Sèvre Niortaise reçoit en rive droite (rive côté nord) un affluent, la Vendée, qui arrive dans le parc en entrant sur Fontenay-le-Comte puis arrose les commues d'Auzay, Le Poiré-sur-Velluire, Velluire, Vouillé-les-Marais, Le Gué-de-Velluire, La Taillée et Marans.
La Vieille Autise, qui prend source à Bouillé-Courdault, coule vers le sud dans son lit naturel jusqu'à Saint-Sigismond ; là son cours est repris par le canal du même nom qui rejoint la Sèvre Niortaise en rive droite sur Damvix.
Le Lay, lui aussi fleuve côtier, entre dans le parc à Mareuil-sur-Lay et le traverse vers le sud pour déboucher à L'Aiguillon-sur-Mer partagé avec La Faute-sur-Mer, à la pointe d'Arçay.
Le Virson, petit cours d'eau prenant source vers le village de Virson au sud du parc, remonte vers le nord-ouest et entre dans le parc à Anais. Alors qu'il quitte Anais 2,2 km plus loin, son cours est repris par le canal du Curé qui limite Angliers et Saint-Sauveur-d'Aunis puis Nuaillé-d'Aunis, Longèves, enfin Andilly où il croise le canal de Marans puis se jette dans la baie de l'Aiguillon. Le cours du Virson rejoignant directement l'océan, il est techniquement un fleuve côtier.

#### Cours d'eau artificiels
L'ensemble du marais poitevin est sillonné de très nombreux cours d'eau artificiels de tailles et longueurs variées, le tout formant un réseau des plus denses. Notons le canal de Vix doublé du canal des Boches et du canal de Pomère, proche de la Sèvre Niortaise ; le canal de la Vieille Autise ; le canal du Mignon ; les canaux du Marais sauvage, de Mouillepied, des Cinq Abbés, du Clain et de Puyravault disposés en éventail ouvert vers le nord à partir de leurs points de confluence au sud dans la même anse de la Sèvre Niortaise, à 8 km en amont de l'embouchure de cette dernière dans la baie de l'Aiguillon.

### Communes
Le parc naturel régional du Marais poitevin comprend, en 2019, 89 communes dans son périmètre (91 pour le syndicat mixte) réparties sur deux régions, Nouvelle-Aquitaine et Pays de la Loire, et trois départements (avec 199 634 habitants) :
- 50 communes en Vendée
- 21 communes en Charente-Maritime
- 18 communes en Deux-Sèvres

En mars 2016, avant les fusions de communes il y avait 97 communes adhérentes au syndicat mixte, et seulement 85 communes en 2011.

#### Vendée
- L'Aiguillon-sur-Mer (Ven.)
- Angle (Ven.)
- Auchay-sur-Vendée (Ven.)
- Benet (Ven.)
- Bouillé-Courdault (Ven.)
- La Bretonnière-la-Claye (Ven.)
- Chaillé-les-Marais (Ven.)
- Champagné-les-Marais (Ven.)
- Le Champ-Saint-Père (Ven.)
- Chasnais (Ven.)
- La Couture (Ven.)
- Curzon (Ven.)
- Damvix (Ven.)
- Doix lès Fontaines (Ven.)
- La Faute-sur-Mer (Ven.)
- Fontenay-le-Comte (Ven.)
- Grues (Ven.)
- Le Gué-de-Velluire (Ven.)
- L'Île-d'Elle (Ven.)
- Lairoux (Ven.)
- Le Langon (Ven.)
- Liez (Ven.)
- Longeville-sur-Mer (Ven.)
- Luçon (Ven.)
- Les Magnils-Reigniers (Ven.)
- Maillé (Ven.)
- Maillezais (Ven.)
- Mareuil-sur-Lay (Ven.)
- Le Mazeau (Ven.)
- Montreuil (Ven.)
- Moreilles (Ven.)
- Mouzeuil-Saint-Martin (Ven.)
- Nalliers (Ven.)
- Péault (Ven.)
- Puyravault (Ven.)
- Rives-d'Autise (Ven.)
- La Rochénard (2-Sèvr.) (hors périmètre PNR, mais adhérente au syndicat mixte)
- Rosnay (Ven.)
- Saint-Benoist-sur-Mer (Ven.)
- Saint-Cyr-du-Doret (Ch.-Mar.)
- Saint-Michel-en-l'Herm (Ven.)
- Saint-Pierre-le-Vieux (Ven.)
- Saint-Sigismond (Ven.)
- Saint-Vincent-sur-Graon (Ven.)
- Sainte-Radégonde-des-Noyers (Ven.)
- Sansais (2-Sèvr.)
- La Taillée (Ven.)
- La Tranche-sur-Mer (Ven.)
- Triaize (Ven.)
- Les Velluire-sur-Vendée (Ven.)
- Vix (Ven.)
- Vouillé-les-Marais (Ven.)

#### Charente-Maritime
- Anais (Ch.-Mar.)
- Andilly (Ch.-Mar.)
- Angliers (Ch.-Mar.)
- Benon (Ch.-Mar.)
- Charron (Ch.-Mar.)
- Courçon (Ch.-Mar.)
- Cram-Chaban (Ch.-Mar.)
- Esnandes (Ch.-Mar.)
- Ferrières (Ch.-Mar.)
- La Grève-sur-Mignon (Ch.-Mar.)
- Le Gué-d'Alleré (Ch.-Mar.)
- La Laigne (Ch.-Mar.)
- Longèves (Ch.-Mar.)
- Marans (Ch.-Mar.)
- Marsilly (Ch.-Mar., hors périmètre PNR, mais adhérente au syndicat mixte)
- Nuaillé-d'Aunis (Ch.-Mar.)
- La Ronde (Ch.-Mar.)
- Saint-Cyr-du-Doret (Ch.-Mar.)
- Saint-Cyr-du-Doret (Ch.-Mar.)
- Saint-Jean-de-Liversay (Ch.-Mar.)
- Saint-Sauveur-d'Aunis (Ch.-Mar.)
- Taugon (Ch.-Mar.)
- Villedoux (Ch.-Mar.)

#### Deux-Sèvres
- Amuré (2-Sèvr.)
- Arçais (2-Sèvr.)
- Bessines (2-Sèvr.)
- Le Bourdet (2-Sèvr.)
- Coulon (2-Sèvr.)
- Épannes (2-Sèvr.)
- Frontenay-Rohan-Rohan (2-Sèvr.)
- Magné (2-Sèvr.)
- Mauzé-sur-le-Mignon (2-Sèvr.)
- Niort (2-Sèvr.)
- Prin-Deyrançon (2-Sèvr.)
- Saint-Georges-de-Rex (2-Sèvr.)
- Saint-Hilaire-la-Palud (2-Sèvr.)
- Saint-Symphorien (2-Sèvr.)
- Val-du-Mignon (2-Sèvr.)
- Vallans (2-Sèvr.)
- Le Vanneau-Irleau (2-Sèvr.)

## Historique
Créé le 3 janvier 1979, le parc naturel régional du Marais poitevin est déclassé le 31 décembre 1996 en raison de l'échec de sa mission de préservation de l'environnement d'une grande zone humide. Un décret en date du 21 mai 2014 lui réattribue ce label,. 
Il s'agit du seul cas de déclassement d'un parc naturel régional depuis la création de ces structures. Durant cette période de plus de 17 ans, la structure de gestion (un syndicat mixte) a été maintenue sous l'appellation de parc interrégional du Marais poitevin.

### 1975 à 1991, les débuts du parc
Le 23 mars 1975, le syndicat mixte d'étude du parc naturel régional du Marais poitevin, Val-de-Sèvre et Vendée est mis en place. Les travaux préparatoires durent environ quatre ans : le 3 janvier 1979, un arrêté ministériel approuve la charte constitutive du parc naturel régional du Marais poitevin, Val-de-Sèvre et Vendée. Deux mois plus tard, un autre arrêté ministériel crée le syndicat mixte de réalisation et de gestion du parc, tandis que la structure d'étude est dissoute.
Dès l'origine, le territoire rencontre des difficultés pour concilier les évolutions de l'agriculture et la préservation de l'environnement.
Dans ce contexte difficile, le parc naturel régional a cependant conçu et mis en œuvre un certain nombre d'opérations dont quelques-unes ont été reconnues comme exemplaires à l'échelle nationale : l'opération de sauvetage des marais communaux par rationalisation du pâturage collectif, la mise en place de passes à civelles pour la sauvegarde des populations d'anguilles, le plan de conservation du baudet du poitou, les « maisons du Parc »...

### 1991 à 1996, la perte du label
Alors qu'il est constaté une perte importante des surfaces en prairie humide et dans le contexte d'un débat médiatisé sur le futur tracé de l'A83, le ministre de l'Environnement Brice Lalonde s'interroge en 1991 sur le maintien du label du parc naturel régional, considérant que « les objectifs de la charte constitutive n'ont jamais été atteints » : des 65 000 ha originels de prairies humides, il n'en reste plus que 25 000 ha en 1990. Le ministre laisse toutefois la porte ouverte et n'engage pas de procédure de retrait.
Conformément aux obligations de la loi, décision est prise en mai 1992 de procéder à la révision de la charte. Le projet prend forme. Il reçoit en février 1994 l'aval du ministre de l'Environnement Michel Barnier. À la suite de la parution du décret du 1er septembre 1994, le projet est présenté au Comité syndical du parc en février 1995, bientôt suivi par les autres collectivités ; en novembre la consultation est terminée. Cependant 30 % des communes n'approuvent pas la nouvelle charte. Consultés par la ministre de l'Environnement Corinne Lepage en mars 1996, le Conseil national de protection de la nature et la Fédération des parcs donnent en mars 1996 un avis défavorable au classement en PNR, considérant que le projet manque de pertinence. En octobre, après une rencontre entre la ministre Corinne Lepage et les collectivités territoriales, il est définitivement choisi d'un commun accord de ne pas solliciter le renouvellement du territoire en PNR, mais de poursuivre le soutien au territoire en maintenant une structure de gestion et des financements. Début 1997, les statuts sont donc modifiés dans ce sens. La structure prend le nom de syndicat mixte du parc interrégional du Marais poitevin.

### 1997 à 2010, le territoire se mobilise
Fort du soutien des collectivités, le parc interrégional a depuis 1997 trouvé sa place dans le paysage institutionnel du Marais poitevin. Les actions initiées par le passé - sur les communaux, la conservation des races menacées ou la promotion touristique, la sensibilisation des acteurs - se poursuivent et des projets innovants sont mis en œuvre, tel le plan d'aménagement et de restauration des marais mouillés qui vise à soutenir l'élevage dans les secteurs du marais les plus difficiles à exploiter.
Depuis plus de 20 ans, des habitudes de travail en commun sont prises. Les élus se retrouvent régulièrement pour élaborer des projets d'ensemble à l'échelle des trois départements. En ce sens, le non-renouvellement du label en 1997 a incité les collectivités territoriales du Marais à se mobiliser autour d'un projet commun et à formaliser leur attachement à l'existence d'une structure de gestion de l'ensemble du territoire.
Parallèlement, pour pallier la disparition du label parc naturel régional, une politique active de protection réglementaire et de gestion agro-environnementale est engagée sur le territoire par l'État : 
- Notification et gestion du site Natura 2000
- Création des réserves naturelles de la baie de l'Aiguillon
- Extension du Grand Site classé du Marais poitevin

Le site classé au titre de la loi du 2 mai 1930 (code de l'Environnement) couvre désormais une surface de plus de 18 500 hectares. Il s'agit d'un des plus grands sites classés de France. Une Opération Grand Site permet d'organiser l'accueil des visiteurs dans un plus grand respect du site (à l'instar des opérations de la pointe du Raz et de la baie du Mont-Saint-Michel).
Pendant ce temps, une plainte déposée par des associations locales en 1988 auprès de la Cour de justice des Communautés européennes pour non-respect de la directive Oiseaux a suivi son cours. En novembre 1999, l'État français a été condamné et se doit d'obtenir, à court terme, des résultats concrets.
Aussi, l'État a-t-il engagé une stratégie globale à travers le plan d'actions pour le Marais poitevin, approuvé par le gouvernement en juin 2002. Ce travail a été confié à l'ingénieur général Pierre Roussel dans une lettre de mission, signée par trois ministères stipulant que ce « plan a vocation de déboucher sur la refondation d'un parc naturel régional ».
Les régions Poitou-Charentes et Pays de la Loire ont donc prescrit l'élaboration d'un projet de charte de parc naturel régional pour le Marais poitevin en octobre 2002. Elles ont confié son élaboration au parc interrégional, dans le cadre d'une très large concertation. Il a été soumis à enquête publique du 5 avril au 9 mai 2006 et a reçu un avis favorable sans réserve de la commission d'enquête. Il a ensuite été soumis à la délibération des communes, EPCI, Départements et Régions et a été approuvé par 2/3 des collectivités saisies.
Par délibération des régions, le territoire proposé pour obtenir à nouveau le label de parc naturel régional comprend 95 communes sur 202 069 hectares, et concerne plus de 170 000 habitants. Ce texte de travail a été commenté et approuvé le 19 janvier 2006 par le comité syndical du parc interrégional du Marais Poitevin. À la suite de l'enquête publique réalisée du 5 avril au 9 mai 2006, les commissaires enquêteurs ont rendu un avis favorable sans réserve le 14 juin 2006.
Pourtant, en juin 2010, le préfet de la région Poitou-Charentes a signifié que le projet de parc naturel régional du Marais poitevin était définitivement enterré. Le Conseil national de la protection de la nature (CNPN) a en effet émis en mai 2009 un avis défavorable à la labellisation. Le parc interrégional continue toutefois d'œuvrer pour le développement durable du Marais poitevin et poursuit sa résistance active contre les menaces de dégradations de la zone humide.

### 2014: le retour du parc naturel régional

Logo du parc naturel régional du Marais poitevin.

En 2014, alors que le projet semblait écarté, le Conseil national pour la protection de la nature se prononce le 20 mars en faveur d'une requalification du parc en parc naturel régional. Le 9 avril, la Fédération des parcs naturels régionaux rend un avis favorable également à la procédure de labellisation. Le décret no 2014-505 du 20 mai 2014 portant classement du parc naturel régional du Marais poitevin (régions Pays de la Loire et Poitou-Charentes) est paru au Journal officiel, officialisant sa renaissance administrative.

## Engagement interrégional
Le syndicat mixte du parc naturel régional du Marais poitevin, constitué par les régions des Pays de la Loire et de Poitou-Charentes, les départements de la Charente-Maritime, des Deux-Sèvres et de la Vendée en 1997, poursuit l'objectif de promouvoir, d'accompagner et de coordonner une gestion intégrée et le développement du Marais poitevin. Cette mission fondatrice est inscrite dans le contrat de territoire du parc adossé à ses statuts. Dans la continuité, sans attendre l'attribution du label PNR, et dans la perspective d'un engagement actif du parc interrégional à conduire une politique territoriale toujours plus pertinente, il inscrit désormais son activité en conformité avec les orientations de la charte du parc interrégional du Marais poitevin, adoptée par les Régions en 2009. Ce document consolide, actualise et précise les orientations du parc, en conformité avec ses statuts fondateurs, pour le développement durable du marais. Il s'agit ainsi de poursuivre l'ambition : d'un marais préservé, pour ses patrimoines biologique, paysager, bâti, culturel, d'un marais dynamique, pour ses activités économique, agricole, touristique, artisanale, industrielle, et d'un marais partagé, entre tous ceux qui le vivent, qui en vivent, qui y vivent, qui le traversent, qui le rêvent...
Pour satisfaire cette ambition, quatre orientations stratégiques majeures sont poursuivies : 
- Préserver, exploiter et restaurer les ressources naturelles du marais dans une perspective d'équilibre des fonctionnalités de la zone humide
- Favoriser une économie durable, génératrice d'emplois, basée sur la production de biens et de services de qualité.
- Favoriser l'engagement des citoyens pour une vie sociale et culturelle dynamique, durable, solidaire et en harmonie avec les identités du marais
- Promouvoir et coordonner un aménagement et une gestion durables du territoire.

## Administration
Le syndicat mixte ne se substitue pas aux acteurs en place, il respecte les compétences et prérogatives de chacun. Il intervient en tant que catalyseur, coordonnateur et animateur, dans une perspective d'excellence environnementale, économique et sociale. Dans son action, le syndicat mixte chercher à apporter une plus-value aux politiques publiques déjà mises en œuvre sur le territoire pour garantir le développement durable du Marais poitevin.
En conformité avec ses statuts, le programme d'actions annuel du syndicat mixte est mis en œuvre selon trois principales modalités d'intervention complémentaires : 
- le syndicat mixte porte des actions en maîtrise d'ouvrage ;
- le syndicat mixte apporte un conseil-assistance aux porteurs de projets publics et privés ;
- le syndicat mixte exerce une animation territoriale.